# Bolha de vento estelar

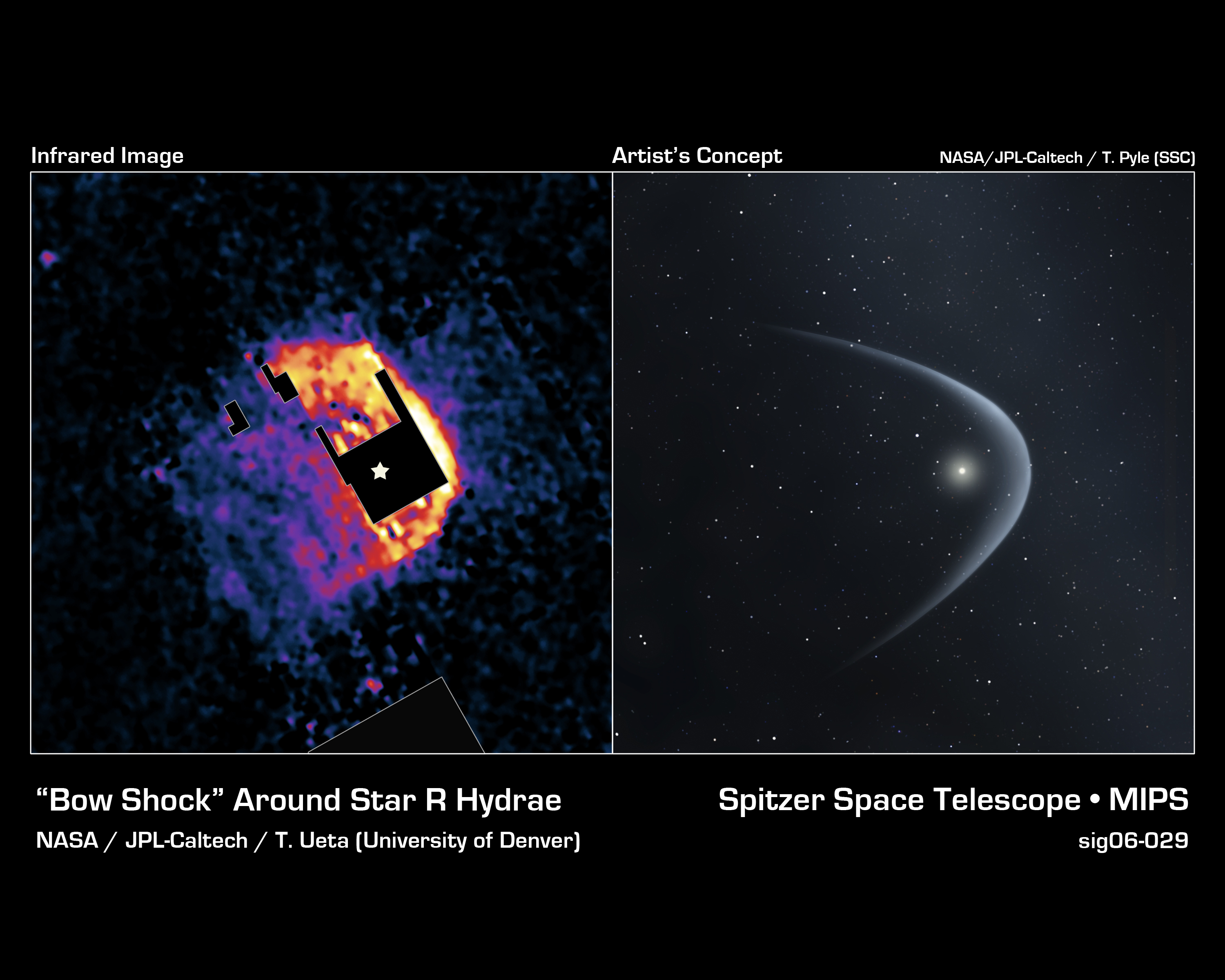
Imagem em infravermelho do Spitzer (à esquerda) e impressão artística (à direita) do choque em arco provocado pelo vento estelar de R Hydrae no meio interestelar.

Uma bolha de vento estelar é um termo utilizado pelos astrônomos para descrever uma cavidade se estendendo por anos-luz através do espaço preenchida por gás aquecido expelido para o meio interestelar por um vento estelar que se propaga a altas velocidades (milhares de km/s) proveniente de uma única estrela massiva de classe O ou B. Ventos estelares mais fracos também formam estruturas de bolhas chamadas alternativamente de astrosferas. A heliosfera formada pelo vento solar, dentro da qual todos os principais planetas do sistema solar se encontram inseridos, constitui de fato um pequeno exemplo de uma bolha de vento estelar.
Bolhas de vento estelar possuem uma estrutura de choque duplo. O vento estelar em franca expansão atinge um choque de terminação interno, onde sua energia cinética é convertida em energia térmica, provocando o aquecimento do gás a uma temperatura de 106 K, na forma de um plasma altamente ionizado. O vento quente e altamente pressurizado se expande, propagando uma onda de choque através do gás interestelar circundante. Se esse gás circundante for denso o bastante (uma densidade ao redor de {\displaystyle n>0.1{\mbox{ cm}}^{-3}}), o gás expandido se resfria muito mais rapidamente que o do interior da bolha, formando uma camada fina e relativamente densa ao redor do vento estelar aquecido.